# موزه تاریخ یهودیان لهستانی
موزه تاریخ یهودیان لهستانی (لهستانی: Muzeum Historii Żydów Polskich) موزه‌ای در گتوی سابق ورشو است. نام موزه در زبان انگلیسی با پیشوندی عبری به صورت POLIN آورده می‌شود که یا اشاره به «لهستان» دارد یا «در اینجا استراحت کن» و برآمده از افسانه‌ای دربارهٔ ورود نخستین یهودیان به لهستان است.
سنگ بنای موزه در سال ۲۰۰۷ گذاشته شد و موزه در ۱۹ آوریل ۲۰۱۳ گشایش یافت. بخش اصلی موزه در اکتبر ۲۰۱۴ افتتاح شد، که شامل نمایشگاهی چندرسانه ای در مورد جامعه پررونق یهودیان لهستانی است که برای هزار سال در آن کشور تا هنگام هولوکاست در جریان جنگ جهانی دوم وجود داشت.
ساختمان موزه، سازه ای پست مدرن از شیشه، مس و بتن است که توسط معماران فنلاندی راینر مالاماکی و ایلماری لادلما طراحی شده‌است.